# Pseudomonas
Pseudomonas je rod gramnegativnih, gibljivih, aerobnih, nesporogenih bacilov, ki večinoma živijo v zemlji in vodi ter lahko povzročajo bolezni. V rod uvrščamo 202 različni vrsti. Gre za presnovno zelo raznovrstni rod in različne vrste zato nahajamo v različnih okoljih.
Psevdomonasi so zelo razširjeni tudi v vodi in rastlinskih semenih, zato so jih odkrili že zgodaj. Rod je tako poimenoval Walter Migula leta 1894. Navedel je, da so nekatere vrste psevdomonasov sporogene, kar se je kasneje pokazalo za napačno.

## Značilnosti
Psevdomonasi so aerobne, nesporogene, ravne ali lahno ukrivljene, po Gramu negativne paličaste bakterije, ki se gibljejo z enim ali več polarnimi bički. Imajo respiracijski tip presnove s kisikom kot končnim akceptorjem elektronov. So kemoorganotrofni. Nekatere vrste so fakultativno kemolitotrofne, sposobne izkoriščati vodik ali ogljikov monoksid kot edini vir energije.

## Patogenost
Nekatere vrste so patogene za človeka, živali ali rastline. Tipska vrsta je P. aeruginosa, ki je razširjena je v naravi, zlasti v zemlji in vodi. Patogena je za človeka in živali. Povzroča zlasti gnojne procese in obarva gnoj modrozeleno. Zato jo imenujemo tudi P. pyocyánea. Za človeka so patogene tudi vrste: P. cepácia, P. diminúta, P. maltophília in P. stútzeri. P. mállei povzroča smrkavost pri kopitarjih, vendar se bolezen včasih prenese tudi na človeka. P. pseudomállei povzroča bolezen meliodozo pri glodavcih, pri ovcah, govedi, svinjah in konjih, včasih pa se bolezen prenese tudi na človeka.